# Erik Lesser
Erik Lesser (Suhl, 17 de mayo de 1988) es un deportista alemán que compitió en biatlón.
Participó en dos Juegos Olímpicos de Invierno, obteniendo en total tres medallas, dos en Sochi 2014, oro en el relevo y plata en la prueba individual, y un bronce en Pyeongchang 2018, en el relevo masculino.
Ganó siete medallas en el Campeonato Mundial de Biatlón entre los años 2013 y 2020, y cinco medallas en el Campeonato Europeo de Biatlón entre los años 2010 y 2012.

## Palmarés internacional
| Juegos Olímpicos   | Juegos Olímpicos             | Juegos Olímpicos  | Juegos Olímpicos        |
| Año                | Lugar                        | Medalla           | Prueba                  |
| ------------------ | ---------------------------- | ----------------- | ----------------------- |
| 2014               | Sochi (Rusia)                | Medalla de oro    | Relevo                  |
| 2014               | Sochi (Rusia)                | Medalla de plata  | Individual              |
| 2018               | Pyeongchang (Corea del Sur)  | Medalla de bronce | Relevo                  |
| Campeonato Mundial |                              |                   |                         |
| Año                | Lugar                        | Medalla           | Prueba                  |
| 2013               | Nové Město (República Checa) | Medalla de bronce | Relevo                  |
| 2015               | Kontiolahti (Finlandia)      | Medalla de oro    | Persecución             |
| 2015               | Kontiolahti (Finlandia)      | Medalla de oro    | Relevo                  |
| 2016               | Oslo (Noruega)               | Medalla de plata  | Relevo                  |
| 2019               | Östersund (Suecia)           | Medalla de plata  | Relevo                  |
| 2020               | Anterselva (Italia)          | Medalla de plata  | Relevo mixto individual |
| 2020               | Anterselva (Italia)          | Medalla de bronce | Relevo                  |
| Campeonato Europeo |                              |                   |                         |
| Año                | Lugar                        | Medalla           | Prueba                  |
| 2010               | Otepää (Estonia)             | Medalla de oro    | Relevo                  |
| 2010               | Otepää (Estonia)             | Medalla de plata  | Persecución             |
| 2011               | Val Ridanna (Italia)         | Medalla de oro    | Relevo                  |
| 2012               | Osrblie (Eslovaquia)         | Medalla de oro    | Relevo                  |
| 2012               | Osrblie (Eslovaquia)         | Medalla de bronce | Individual              |